# Fissidens calcicola
Fissidens calcicola är en bladmossart som beskrevs av C. Müller 1876. Fissidens calcicola ingår i släktet fickmossor, och familjen Fissidentaceae. Inga underarter finns listade i Catalogue of Life.